# Mikrosakade
Mikrosakade su vrsta fiksiranih očnih pokreta.

## Opis
To su mali trzajni, nehotični pokreti oka nalik sićušnim voljnim sakadama. Mirkosakade se tipično pojavljuju za vrijeme produženog vizualnog fiksiranja (najmanje nekoliko sekundi), ne samo u ljudi već i u životinja s fovealnim vidom (primati, mačke itd.). Amplitude tih mikrosakada variraju od 2 do 120 lučnih minuta.
Mnogo se raspravljalo o ulozi mikrosakada u vizualnoj percepciji, i ta je tema i dalje većim dijelom ostaje neriješena. Smatra se da mikrosakade korigiraju male pokrete u očnim kretnjama uzrokovane lutanjem, iako se također mogu pojaviti i nekorigirajuće mikrosakade. Vjerovalo se da mikrosakade osvježavaju sliku na mrežnici i tako sprečavaju da slika izblijedi, no mikrosakade nisu dovoljno učestale da bi uistinu obavljale tu funkciju.
Prema najnovijim saznanjima, sve su fiksacijske očne kretnje važne za viđenje. 
Neurofiziološki pokusi na majmunima pokazali su da fiksacijske očne kretnje, osobito mikrosakade, snažno oblikuju aktivnost neurona u vizualnim područjima mozga. Mikrosakade mogu u lateralnoj genikulatnoj jezgri i primarnoj vizualnoj kori pokrenuti stacionarni podražaj u i iz podražajnog polja neurona, te tako proizvesti prolazni neuralni odgovor. Mikrosakade bi isto tako mogle biti odgovorne za raznolikost podražaja neurona u vizualnom području budnog majmuna.
Sadašnja istraživanja u vizualnoj neuroznanosti i psihofizici traže odgovore na pitanja kako su mikrosakade povezane s fiksacijskom korekcijom, kontrolom binokularne fiksacijske razlike, te pažnjom izazvanim pomacima oka. Nedavna istraživanja su otkrila direktnu povezanost između iluzija kretanja i mikrosakada.